# انجانی توماس
اَنجانی (انگلیسی: Anjani؛ زادهٔ ۱۰ ژوئیهٔ ۱۹۵۹) یک خواننده–ترانه‌سرا و نوازنده پیانوی اهل ایالات متحده آمریکا است. وی از سال ۱۹۸۳ میلادی تاکنون مشغول فعالیت بوده‌است. او به واسطهٔ اجراهای مشترک به همراه لئونارد کوهن، نظیر ایده‌های قدیمی (۲۰۱۲ میلادی)؛ همچنین کارل آندرسن و استنلی کلارک شهرت دارد.